# نیهون ساندای جیتسوروکو
نیهون ساندای جیتسوروکو (به ژاپنی: 日本三代実録 Nihon Sandai Jitsuroku) به معنای تاریخ واقعی سه حکومت در ژاپن، به اختصار ساندای جیتسوروکو، متنی است در مورد تاریخ ژاپن که نوشتن آن به‌طور رسمی سفارش داده شده و در سال ۹۰۱ تکمیل شده‌است. این کتاب آخرین بخش از شش تاریخ ملی است و سال‌های ۸۵۸–۸۸۷ را پوشش می‌دهد.